# دفاع (شرعي)
الدفاع الشرعي حق يتمكن الإنسان من خلاله الدفاع عن نفسه، أو ماله، أو عرضه بنفسه حين يتعذر عليه اللجوء إلى القانون الذي من شأنه حماية حقه.

## طبيعة حق الدفاع الشرعي
هناك أمر مهم يجب أن يعرف وهو طبيعة هذا الحق فهل هو حق طبيعي للإنسان يوجد مع وجود الإنسان وليس للقانون دور في الأمر سوى حماية هذا الحق، أم هو حق مكتسب أي أن القوانين هي التي أعطت الإنسان هذا الحق.
إن القول بالأمر الثاني ـ كون الدفاع الشرعي حقاً مكتسباً ـ يعني أن الفرد يتمتع بهذا الحق ما دام القانون يخوله ذلك، أما حين يسلب منه القانون ذلك الحق فانه سيفتقد له، ولكن هل أن هذا القول مطابق للعقل أم انه مما يخالف العقل والوجدان؟
إن التدقيق والتأمل من قبل الإنسان ـ وبغض النظر عن مستواه العلمي والثقافي ـ سيقوده إلى حتمية خطأ هذا القول. كما أن الواقع يقول بغير هذا تماماً.
فالكل يدرك بالوجدان بان الإنسان وبمجرد إحساسه بوجود خطر ـ عليه أو على عرضه أو ماله ـ يتحرك بتأثير دافع داخلي نحو الوقوف بوجه ذلك الخطر وصده، وهذا الأمر لا يختص به الإنسان الذي يعيش في كنف القانون، بل حتى ذلك الإعرابي الذي يقطن في بطن الصحراء، أو الذي يعيش في ظلمات الغابات.
بل يجد الإنسان أن هذا الذي يعيش بعيداً عن ظل القوانين أميَّل إلى ذلك، ولو كان هذا الحق ـ حق الدفاع الشرعي ـ حقاً منح للإنسان من قبل القوانين لكان الذي لا يخضع لسلطان القانون فاقداً لهذا الحق، بل ولا يعرف شيئاً عنه.
ثم أن هذا الأمر مما جبلت عليه الطبيعة الإنسانية من لدن أول مخلوق ولا يمكن سلب هذا الأمر عن النفوس.
إذن فالدفاع الشرعي حق طبيعي وجد مع الإنسان وليس للقوانين دور فيه سوى حماية هذا الحق.

## أقسام الدفاع الشرعي
1ـ الدفاع الشرعي بالنسبة للأفراد: وهو الحق الذي يملكه كل فرد ـ على حدة ـ في الدفاع عن نفسه أو ماله أو عرضه وهذا الحق حق شخصي.
2ـ الدفاع الشرعي بالنسبة للدول: كما أن المجتمع يتكون من أفراد يمتلك كل فرد حقه في الدفاع عن ما يخصه من النفس أو العرض أو المال، فان المجتمع الدولي يتكون بدوره من أفراد، وأفراد هذا المجتمع هي الدول، وهذه الدول تمتلك بدورها حقاً في الدفاع عن كيانها، ورعاياها حين يتعذر اللجوء إلى القانون الدولي لصد الأخطار التي تداهمها.

## شروط الدفاع الشرعي
- أن يكون الخطر حقيقياً: فلا يكفي لإستخدام حق الدفاع الشرعي مجرد إحتمال الخطر كأن يسحب الطرف المقابل سكيناً أو آلة حادة أو مسدساً فان مجرد سحب هذه الأمور لا يكفي في التيقن بكون هذا الطرف ينوي الإعتداء على النفس أو غيرها فهناك إحتمالات كثيرة يمكن أن يفسر بها عمل كهذا.
- أن يكون الخطر حالاً: أي انه بعد التيقن بحقيقة الخطر المقابل، يكون قد شرع بذلك المتيقن.
- أن يستحيل اللجوء إلى حماية السلطات لدفع الخطر: فلو كان هناك إمكانية للإلتجاء إلى السلطات والإحتماء بها لم يكن للإنسان الذي يقابل الخطر أن يلجأ إلى استخدام حقه في الدفاع الشرعي.
- أن يتناسب الدفاع مع الخطر المواجه: فلا يمكن القول بان الإنسان الذي يقتل بالمسدس آخر يريد سرقة بعض المال منه قد استعمل حقه في الدفاع الشرعي وذلك لعدم تناسب وسيلة الدفاع مع الخطر المُحدق.

## التدرج في استعمال الدفاع الشرعي
إن الدفاع الشرعي ـ بحسب القانون ـ لم يقر إلا بمقدار كونه سلطة وقائية للإنسان يتمكن من خلالها إتقاء الخطر ودفعه حفظاً للمعصوم من نفس أو عرض أو مال، بناءاً على ذلك ـ كون الدفاع للدفع حسب ـ هل يحق للمدافع أن يقصد القتل.
لا يوجد قائل بان للمدافع الحق في أن يقصد القتل عند ممارسته حقه في الدفاع الشرعي، وذلك أن الدفاع الشرعي إنما هو سلطة وقائية لا غير كما تقدم ذكره، ولذلك يجب على المدافع مراعاة التدرج عند إستخدامه لهذا الحق.
(فقد اتفق الفقهاء من الإمامية، والشافعية، والمالكية، والحنابلة، والظاهرية، والزيدية على أن الدفاع يقصد لمنع العدوان ودرء الأذى، ولو أدى إلى القتل. ولهذا ليس للمدافع أن يباشر القتل، أو يقصده ابتداءاً بحجة الدفاع، لأنه ملزم بمراعات التدرج، ولكنه يملك حق الدفاع، ولو أدى إلى قتل المعتدي إذا توقف الدفاع عليه).
(ولابد من التأكيد على أن الجميع متفقون على وجوب مراعاة الترتيب في مقام الدفاع، بحيث لو كان في الإمكان دفع المعتدي باليد أو العصا لا يسوغ دفعه بالسلاح القاتل المؤدي إلى جرحه أو قتله، ولو تجاوز فكسر عضواً من أعضائه، أو جنى على حياته يكون ضامناً ومسؤولاً عن جنايته، كما أن المعتدي إذا فر فليس لمن كان هدفاً لعدوانه أن يتبعه، وإذا ضربه فقطع يمينه وولى مدبراً، فضربه وقطع رجله أو أحد أعضائه يكون مسؤولاً وضامناً لجنايته، لأنه قد تجاوز حقه).

## الدفاع الشرعي بالنسبة للأشخاص الدوليين
كان ما تقدم من البحث هو حول الدفاع الشرعي بالنسبة للأفراد، وهنا نخوض في موضوع الدفاع الشرعي من القسم الثاني ـ الدفاع بالنسبة للدول ـ هو موضوع على قدر كبير من الأهمية، وذلك أن الخطر الذي يتهدد الدول أكبر بكثير من ذلك الذي يتهدد الفرد، ولذا يجب أن يعطى موضوع الدفاع الشرعي بالنسبة للدول أهمية فائقة، إن موضوع الإعتداء على الدول وتهديد كياناتها بالسلاح والقوة كان على أوجه في القرون المتقدمة فكان أمر الدفاع الشرعي ومعالجته لا يختلفان كثيراً عن موضوع الدفاع الشرعي بالنسبة للأفراد ومعالجته.
أما اليوم فقد اتخذ الخطر المتوجه نحو الدول من قبل الدول الأخرى طابعاً آخر مما قاد إلى أن يتخذ الموضوع طابعاً من التعقيد في المعالجة. فقديماً كان الخطر الذي يواجه كيان الدول هو الإستعمار والإحتلال بالقوة المسلحة، أما اليوم فان الخطر الذي يتهدد الدول وكيانها هو سلب الإرادة والإختيار والقدرة على إتخاذ القرار، وهذا لا يختلف في الحقيقة عن ذلك الخطر الذي يتوصل إلى مآربه بالقوة المسلحة، فسلب الإرادة، والإختيار، والحرية في إتخاذ القرار.
والحرب التي كانت تشن بالسلاح في سبيل السيطرة على ثروات البلدان ونهبها، قد إختلفت طبيعتها اليوم، إذ صارت الهيمنة الإقتصادية هي البديل الذي تلتجئ إليه الدول من خلال السيطرة على التجارة العالمية، وإمتلاك زمام أمورها. كما صار إنتهاك الأعراف والإعتداء عليها يتوصل إليه بنشر الثقافات الإباحية.
فقد (أكدت الأمم المتحدة، شرعية كفاح الشعوب في سبيل التحرر من السيطرة الاستعمارية، والأجنبية، والقهر الأجنبي بكافة الوسائل المتاحة بما في ذلك الكفاح المسلح، كما ورد في بعض قرارات الجمعية العامة .
وورد في هذا القرار أيضاً:
(إن الجمعية العامة إذ تشعر بالسخط إزاء القمع المستمر والمعاملة اللا إنسانية، والحاطة بالكرامة التي تفرض على الشعوب التي لا تزال واقعة تحت السيطرة الإستعمارية والأجنبية والقهر الأجنبي) .
علاوة على حق الدول في الدفاع عن كيانها ضد الإعتداء الموجه ضدها، وضع القانون الدولي حق الدول في تقرير مصيرها موضع الإهتمام.
فقد إتفق خبراء القانون الدولي على:
- أن تقرير المصير حق قانوني في القانون الدولي الوضعي، وهكذا فانه ليس مسألة من إختصاص القانون الداخلي لدولة ما بل انه شأن عالمي دولي.
- أن الشعوب بفضل حقها في تقرير مصيرها، يجب أن تقرر بحرية وضعها السياسي، وتنشد بحرية تنمية حياتها الإقتصادية، والثقافية، والإجتماعية.

هذا بالنسبة للإعتداءات التي تشبه في طبيعتها الإعتداءات التي تهدد الفرد، أما الإعتداءات التي أشرنا إليها آنفاً والتي كانت وليدة التطور العلمي، والتي لجأت إليها بعض الدول تحت غطاء الديمقراطية لتهيمن على دول أخرى دون أن تثير الحساسية والفعل المضاد اللتين يولدهما الإعتداء بالقوة. فانه يتوجب على الدول التنبيه إلى هذا الإسلوب الديمقراطي الشكل الذي يحمل بين طياته الطمع والحقد في الهيمنة والسيطرة على الشعوب وثرواتها وقرارها.
وهناك جزء من المسؤولية يقع على عاتق القانون الدولي أيضاً الذي يجب أن تبقى قواعده ـ مـــن حيث تشريعها ـ بعيدة عن الخضوع إلى الدول التي تروم السيطرة على العالم. فالقانون يجب أن يشرع القواعد التي تحد من خطر الدول التي تحمل أطماعا في السيطرة على العالم أجمع، بإسلوب حديث مغطى بغطاء الديمقراطية.

## الخلط المقصود بين الدفاع الشرعي والإرهاب
من المعلوم أن وسائل الإعلام يخضع أغلبها إلى سيطرة وتوجيه البعض من الجهات التي تحمل للعالم حقداً وأطماعاً دفينين، فهذه الجهات قامت بتوجيه وسائل الإعلام الخاضعة لسيطرتها للإقدام على خلط الأوراق المتعمد لإظهار صورة الممارس لحقه في الدفاع الشرعي بصورة الإرهابي كي تشوه صورته أمام العالم في حين يظهر المحتل المعتدي في صورة المدافع عن حقه الشرعي.
إن قيام الجهات المعتدية بالقتل والتهجير والتشريد للأبرياء لا يعد عملاً إرهابيا في نظر هؤلاء، في حين يعد قتل المالك الأصلي لمن يقوم بتدنيس أرضه ومقدساته هو العمل الإرهابي.

## الدفاع الشرعي بالنسبة للاقليات
يتفرع على الدفاع الشرعي بالنسبة للدول، فرع من فروع الدفاع الشرعي إلا وهو الدفاع الشرعي بالنسبة للأقليات وهي التجمعات التي تحمل هوية واحدة، وتنضوي تحت ظل دولة معينة، فهل لهذه الأقليات حقها في الدفاع الشرعي عن كيانها أم ليس لها حق في ذلك.
إن هذه التجمعات لا تختلف عن غيرها ـ من الأفراد والدول ـ في إمتلاك هذا الحق ـ حق الحفاظ على هويتها ـ الذي أقرته كل من القوانين السماوية والأرضية معاً. فالدين الإسلامي كان يحترم هذه الأقليات، ويحترم هويتها، بل أكثر من ذلك جعل الدين الإسلامي إختلاف البشر إلى أمم هو الأساس الذي خلق الله الخلق على صورته فالقرآن الكريم يشير إلى هذه الحقيقة في قوله تعالى:
( وجعلناكم شعوباً وقبائل... ) .
أما القانون الدولي فهو أقر لتلك الأقليات حقها في تقرير مصيرها والمحافظة على هويتها بشرط أهليتها لتقرير مصيرها ولكن ذلك يكون تحت إدارة السلطة المركزية للدولة التي يعيشون في كنفها.
(إن إصطلاح (شعب) ينطبق ـ كما هو متفق عليه عموماً ـ فقط على غالبية السكان المحددين إقليمياً، أي الدول المستقلة، والمناطق غير المتمتعة بالحكم الذاتي، والمناطق الموضوعة تحت الوصاية... وهكذا فان أية منطقة يقطنها شعب مؤهل لممارسة تقرير المصير لها في القانون الدولي صفة منفصلة عن الدولة المستعمرة (بكسر الميم) والمحتلة، مهما كان الحال).
أما الأقلية التي ليست لديها الأهلية لممارسة تقرير المصير فان القانون الدولي لم يعترف لها بذلك الحق (فتقرير المصير ليس حق الأقلية في هذه المناطق..) .

## تجاوز حق الدفاع الشرعي
تقدم أن المبرر الذي دفع القوانين إلى الإشارة إلى حق الإنسان في الدفاع الشرعي هو (إتقاء الخطر، حفظاً للمعصوم من نفس أو عرض أو مال).
كما أن القوانين ـ إلهية أو وضعية ـ إنما لجأت إلى تنظيم ضوابط وشروط هذا الحق كي لا يتسنى لكل إنسان أن يتعسف في استخدام هذا الحق، فيختل النظام القانوني.
فانه (لا يجوز التعسف في استعمال الحق، كما لا يجوز الفتوى والقضاء على طبق التعسف إذا كان التعسف يصل إلى الضرر الكثير في حق نفسه، ومطلق الضرر في حق الغير، وإلاّ جاز، إذ لا نص بالنسبة إلى لفظ (التعسف) وانما الميزان هو: ما ذكر في الشريعة من لفظ (لا ضرر ولا ضرار)) .
إذن فالشخص الذي لا يراعي الشروط اللازم توفرها لكي ينطبق عليه عنوان (الدفاع الشرعي) يكون ضامناً لكل شيء مما تجاوز فيه المقدار الذي يمكن أن يندفع به الخطر.
فعليه يقع واجب (إعتماد الأسهل، فلو إندفع الخصم بالصياح إقتصر عليه) فلو ضرب المهاجم الذي يندفع بالصياح كان متعسفاً في استخدام حقه في الدفاع الشرعي، وكان عليه ضمان ما ينشأ نتيجة هذا الضرب وهكذا.
فحق الدفاع الشرعي هو إسلوب وقائي وتدبير إحترازي نابع من داخل كل إنسان عليه أن لا يسيء إستخدامه وإلا إنقلب المدافع عادياً.